# Taunton nationalpark
Taunton nationalpark är en nationalpark i Australien.   Den ligger i delstaten Queensland, i den östra delen av landet, 1 300 km norr om huvudstaden Canberra. Taunton nationalpark ligger 115 meter över havet. Arean är 116 kvadratkilometer.
I omgivningarna runt Taunton nationalpark växer huvudsakligen savannskog.